# Pac-Man Championship Edition DX
Pac-Man Championship Edition DX (パックマン チャンピオンシップ エディション DX) est un jeu vidéo de labyrinthe développé par Mine Loader Software et édité par Namco Bandai Games, sorti en 2010 sur Windows, PlayStation 3, Xbox 360, iOS, Android et Windows Phone.

## Accueil
- IGN : 10/10[1]
- Jeuxvideo.com : 17/20[2]